# Alfonso Ramos Cruz
Alfonso Ramos Cruz fou un metge badaloní i el darrer alcalde del franquisme de Badalona durant els anys 1977 i 1979.
Es formà en el Frente de Juventudes i n'arribà a ser delegat local. Seguidor de l'alcalde Felipe Antoja, aquest el trià com a regidor pel terç corporatiu el 1971, amb Isidre Caballeria com a primer tinent d'alcalde, a qui Ramos acabaria succeint en l'alcaldia després de la seva dimissió. Patí una de les etapes més difícils per totes les lluites socials que s'estaven produint.
Durant la transició democràtica va ser el suport extern d'UCD. Anomenat, segons un informe del Govern Civil de l'1 de gener de 1979, «el Suárez de Badalona», Ramos es va haver d'enfrontar amb una de les etapes més importants i difícils de la política municipal. L'Ajuntament va quedar pràcticament sense poder d'actuació: després dels resultats del 15 de juny de 1977 a la ciutat, el consistori en ple va presentar la dimissió del governador civil, que no va ser acceptada, i es va formar un govern en paral·lel, la Taula de Partits, format pels partits que tenien representació al Congrés (PSC, PSUC, PSC-Reagrupament i CDC) i també amb ERC i PTE per la seva trajectòria a Badalona, però no es va incloure l'UCD, perquè es creia que els regidors de l'Ajuntament la representaven. L'actuació del govern de Ramos va ser fiscalitzada pel govern paral·lel i es va evitar així la possibilitat de noves maniobres especulatives negatives per a la ciutat, de fet Ramos va pactar que no prendria cap decisió important sense consultar-ho.
Entre agost i setembre de 1978 va haver-hi un dels moments més delicats entre l'Ajuntament i els partits polítics: el govern municipal no va aprovar el Pla Especial de Reforma de Dalt de la Vila, però sí que ho va fer la Corporació Metropolitana, això va acabar amb la paciència de Ramos i de la resta del consistori, que van tornar a presentar la dimissió, però novament no va ser acceptada. Una bon nombre de regidors van respondre amb una vaga de braços caiguts. A causa d'això l'Ajuntament es va paralitzar i es va proposar el nomenament d'un regidor gestor per tal de fer funcionar el consistori. La discussió va ser més forta especialment entre Ramos i el governador civil José María Belloch, si bé també hi van participar els partits polítics. El 13 de setembre de 1978, va fer un comunicat anomenat El Alcalde a los Badaloneses, on va demanar a la ciutadania la seva participació i col·laboració en la gestió municipal, i declarava que el governador civil havia autoritzat la inclusió d'un regidor gestor i que el consistori funcionaria a través de taules de treball. El 1978 hi va haver una conspiració en contra seva per part d'un grup de tinents d'alcalde que no volien perdre cotes de poder i no toleraven que els partits polítics es fiquessin en els afers municipals, però Ramos va sortir reforçat i, d'aquesta manera, la Taula va assumir la direcció d'alguns serveis municipals. Després de la seva etapa a l'Ajuntament, Ramos no es va atrevir a posar-se al davant de la candidatura d'UCD.